# 张道诚
张道诚（1941年10月—），笔名金雁，山东广饶人，中华人民共和国官员、作家、书法家。第六、八、九、十届全国政协委员，第八、九届全国政协副秘书长，第九、十届全国政协港澳台侨委员会副主任，中共十四大代表。

## 生平
1963年自广饶一中毕业。回乡知青。1964年在山东省团校学习。1965年调到《中国青年》杂志社，历任编辑、记者、编辑部主任、编委会委员。1980年起，历任共青团中央文体部文艺处处长、共青团中央统战部副部长，全国青联常委、副秘书长。1985年起，在全国政协工作，历任外事局副局长、局长，管理局局长，秘书局局长，全国政协副秘书长、机关党组成员、全国政协港澳台侨委员会副主任。

## 艺术成就
他是中国作家协会会员、中国书法家协会会员、中华诗词学会会员。1964年开始发表文学作品。2004年加入中国作家协会。张道诚的书法作品多次参加全国政协委员书画展等展览，并曾作为礼物赠给海外侨团及使、领馆。2006年11月在广州办个人书法展，2008年8月出版了《张道诚书奥运赋》。他还是北京世纪名人国际书画院院长、《名人名家书画报》社长，中华慈善总会顾问。

## 著作
- 《张道诚书法集》
- 诗集《诚信斋吟草》
- 文集《苔花如米小》、《难忘的记忆》、《生活的浪花》[1][2]